# Schweizer Cup (Fussball, Männer) 1953/54
Der 29. Schweizer Cup wurde vom 4. Oktober 1953 bis zum 19. April 1954 ausgetragen. Sieger war der Verein FC La Chaux-de-Fonds.

## Der Modus
Es wurde im K.-o.-System gespielt. Im Fall eines Gleichstandes zum Ende der Verlängerung wurde das Spiel auf dem Platz der Gastmannschaft wiederholt. Das Finalspiel fand in Bern statt.

## 3. Ausscheidungs-Runde
Ebenso nahmen in der 3. Ausscheidungs-Runde die Mannschaften der Nationalliga nicht teil.
| Datum             |                   | Ergebnis |                      |
| ----------------- | ----------------- | -------- | -------------------- |
| 08.11.1953, 14:30 | FC Baden          | 5:1      | SC Schöftland        |
|                   | US Bienne-Boujean | 4:2      | FC La Neuveville     |
|                   | Forward Morges    | 4:1      | FC Porrentruy        |
|                   | Nordstern Basel   | 2:0      | FC Blue Stars Zürich |

## 1/16-Finals
In den 1/16-Finals spielten erstmals die Mannschaften der Nationalliga mit:
| Datum             |                           | Ergebnis  |                         |
| ----------------- | ------------------------- | --------- | ----------------------- |
| 03.01.1954, 14:30 | Étoile Sportive FC Malley | 0:2       | Servette FC             |
| 10.01.1954, 14:30 | FC Basel                  | 0:1       | FC Grenchen             |
|                   | FC Bern                   | 2:0       | FC Solothurn            |
|                   | FC Fribourg               | 6:2 n. V. | US Bienne-Boujean       |
|                   | FC La Chaux-de-Fonds      | 13:10     | Forward Morges          |
|                   | FC Lausanne-Sport         | 5:1       | FC Cantonal Neuchâtel   |
|                   | FC Locarno                | 4:5       | Grasshopper Club Zürich |
|                   | Nordstern Basel           | 3:0       | FC Biel-Bienne          |
|                   | FC Schaffhausen           | 0:3       | FC Chiasso              |
|                   | FC Thun                   | 2:1       | FC Luzern               |
|                   | Urania Genève Sport       | 3:2       | Yverdon-Sport FC        |
|                   | BSC Young Boys            | 5:1       | FC Aarau                |
|                   | Young Fellows Zürich      | 3:1       | FC Lugano               |
|                   | FC Zürich                 | 1:2       | AC Bellinzona           |
|                   | FC St. Gallen             | 0:0       | FC Winterthur           |
| 17.01.1954, 14:30 | FC Wil                    | 5:1       | FC Baden                |

### Wiederholungsspiel
| Datum             |               | Ergebnis |               |
| ----------------- | ------------- | -------- | ------------- |
| 17.01.1954, 14:30 | FC St. Gallen | 3:2      | FC Winterthur |

### Anmerkung
1. ↑  Spiel für Schnee ausgesetzt (10.)

## Achtelfinals
| Datum             |                         | Ergebnis  |                      |
| ----------------- | ----------------------- | --------- | -------------------- |
| 17.01.1954, 14:30 | Grasshopper Club Zürich | 7:2       | AC Bellinzona        |
|                   | FC Lausanne-Sport       | 6:1       | FC Thun              |
|                   | Servette FC             | 3:2       | FC Bern              |
|                   | BSC Young Boys          | 7:0       | Urania Genève Sport  |
|                   | FC Chiasso              | 1:1 n. V. | FC La Chaux-de-Fonds |
| 24.01.1954, 14:30 | FC Fribourg             | 2:1       | FC Wil               |
|                   | FC St. Gallen           | 1:3       | Nordstern Basel      |
|                   | Young Fellows Zürich    | 3:1       | FC Grenchen          |

### Wiederholungsspiel
| Datum             |                      | Ergebnis |            |
| ----------------- | -------------------- | -------- | ---------- |
| 07.02.1954, 14:30 | FC La Chaux-de-Fonds | 4:1      | FC Chiasso |

## Viertelfinals
| Datum             |                         | Ergebnis |                      |
| ----------------- | ----------------------- | -------- | -------------------- |
| 14.02.1954, 14:30 | FC Fribourg             | 4:3      | Young Fellows Zürich |
|                   | Grasshopper Club Zürich | 2:0      | FC Lausanne-Sport    |
|                   | Nordstern Basel         | 1:4      | BSC Young Boys       |
|                   | Servette FC             | 2:4      | FC La Chaux-de-Fonds |

## Halbfinals
| Datum             |                          | Ergebnis  |                |
| ----------------- | ------------------------ | --------- | -------------- |
| 28.03.1954, 14:30 | FC La Chaux-de-Fonds     | 4:2       | BSC Young Boys |
|                   | Grasshoppers Club Zürich | 1:1 n. V. | FC Fribourg    |

### Wiederholungsspiel
| Datum             |             | Ergebnis |                          |
| ----------------- | ----------- | -------- | ------------------------ |
| 04.04.1954, 14:30 | FC Fribourg | 3:1      | Grasshoppers Club Zürich |

## Final
Das Finalspiel fand am 19. April 1954 im Stadion Wankdorf in Bern statt.
| Paarung              | FC La Chaux-de-Fonds – FC Fribourg                                                                                          |
| Ergebnis             | 2:0 (1:0) |
| Datum                | 19. April 1954 um 15:00 Uhr                                                                                                 |
| Stadion              | Stadion Wankdorf, Bern |
| Zuschauer            | 26.000 |
| Schiedsrichter       | Emilio Guidi (Bellinzona)                                                                                                   |
| Tore                 | 1:0 Fesselet (31.) 2:0 Coutaz (77.)                                                                                         |
| FC La Chaux-de-Fonds | Ruesch, Zappella, Bühler, Eggimann, Kernen, Peney, Morand, Antenen , Fesselet, Mauron, Coutaz. Cheftrainer: Georges Sobotka |
| FC Fribourg          | Dougout, Gonin, Perruchoud, Audergon, Streiner, Musy , Raetzo, Kaeslin, Vonlanden, Sudan, Weil. Cheftrainer: Louis Maurer   |